# Fifty Fifty
Fifty Fifty (hangul: 피프티 피프티) – południowokoreański girlsband, założony przez wytwórnię Attraktu, w którego skład wchodzą obecnie Keena, Chanelle, Yewon, Hana i Athena. Pierwotnie zespół liczył cztery osoby, jednak Saena, Aran i Sio opuściły grupę w 2023 roku po rozwiązaniu swoich kontraktów. Grupa zadebiutowała 18 listopada 2022 roku wydając minialbum The Fifty. Ich singiel „Cupid” sprawił, że Fifty Fifty stały się najszybszą grupą K-pop, która weszła na listy Billboard Hot 100 w Stanach Zjednoczonych i na UK Singles Chart w Wielkiej Brytanii, robiąc to w ciągu czterech miesięcy od debiutu.

## Nazwa
Nazwa grupy Fifty Fifty oznacza „50 idealny vs. 50 rzeczywisty”, co przekazuje wiadomość, że istnieje 50% szansy na rzeczywistość i 50% szansy na marzenia, a także mają nadzieję, że razem z fanami stanowią całe 100. Określona przez agencję jako „jasna, pełna nadziei idea, która współistnieje w życiu z bolesną, trudną rzeczywistością, album, który Fifty Fifty przedstawi, zawiera niejasną niepewność co do przyszłości i równoczesne ekscytujące oczekiwanie”.

## Historia zespołu

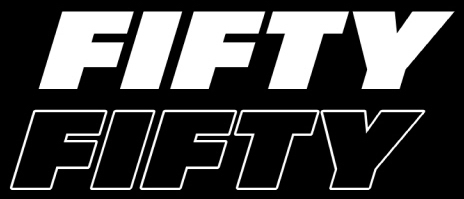
Logo Fifty Fifty

### Przed debiutem
Przed debiutem grupy, Saena brała udział jako uczestniczka w programie tanecznym KBS Dancing High.

### 2022: Debiut zThe Fifty
14 listopada 2022 roku Fifty Fifty ogłosiły, że zadebiutują w listopadzie 2022 roku, publikując oficjalne logo grupy na wszystkich kontach społecznościowych. Tego samego dnia na oficjalnym kanale YouTube grupy został wydany przedpremierowy teledysk do piosenki „Lovin Me”. Członkinie zostały ujawnione 15 listopada wraz z koncepcyjnym zdjęciem z debiutanckiego albumu, na którym po raz pierwszy ujawnione zostały imiona oraz data debiutu oraz oficjalne zdjęcia członkiń. Tego samego dnia zostało wydane również video do utworu „Log In”.
18 listopada 2022 roku Fifty Fifty wydałly swój debiutancki minialbum The Fifty, z utworem „Higher” jako głównym singlem. Koreański magazyn krytyków muzycznych IZM ocenił album na 4,5 gwiazdek na 5 możliwych, co jest najwyższą oceną, jaką kiedykolwiek przyznał on dziewczęcej grupie. Autor, Son Seung-geun, stwierdził, że Fifty Fifty „to dobry przykład na to, co dzieje się, gdy świetne piosenki spotykają się z dobrymi wokalistkami. Dzięki nim Korea ma kolejną dobrą dziewczęcą grupę”.
Fifty Fifty zostały wybrane jako jedna z K-popowych grup dziewcząt do obserwowania przez The Recording Academy w 2023 roku. Napisano tam: „kwartet prezentuje różne kolory i dojrzałość wokalną, która jest trudna do znalezienia, a zarazem kluczowa”. Grupa została również wymieniona jako jedna z najlepszych debiutów K-popowych w 2022 roku przez Rolling Stone India, a piosenki „Tell Me” i „Lovin Me” znalazły się na listach najlepszych k-popowych piosenek 2022 roku opracowanych przez Paper i Mashable, odpowiednio.

### 2023: Międzynarodowy sukces „Cupid” i spór prawny z Attrakt

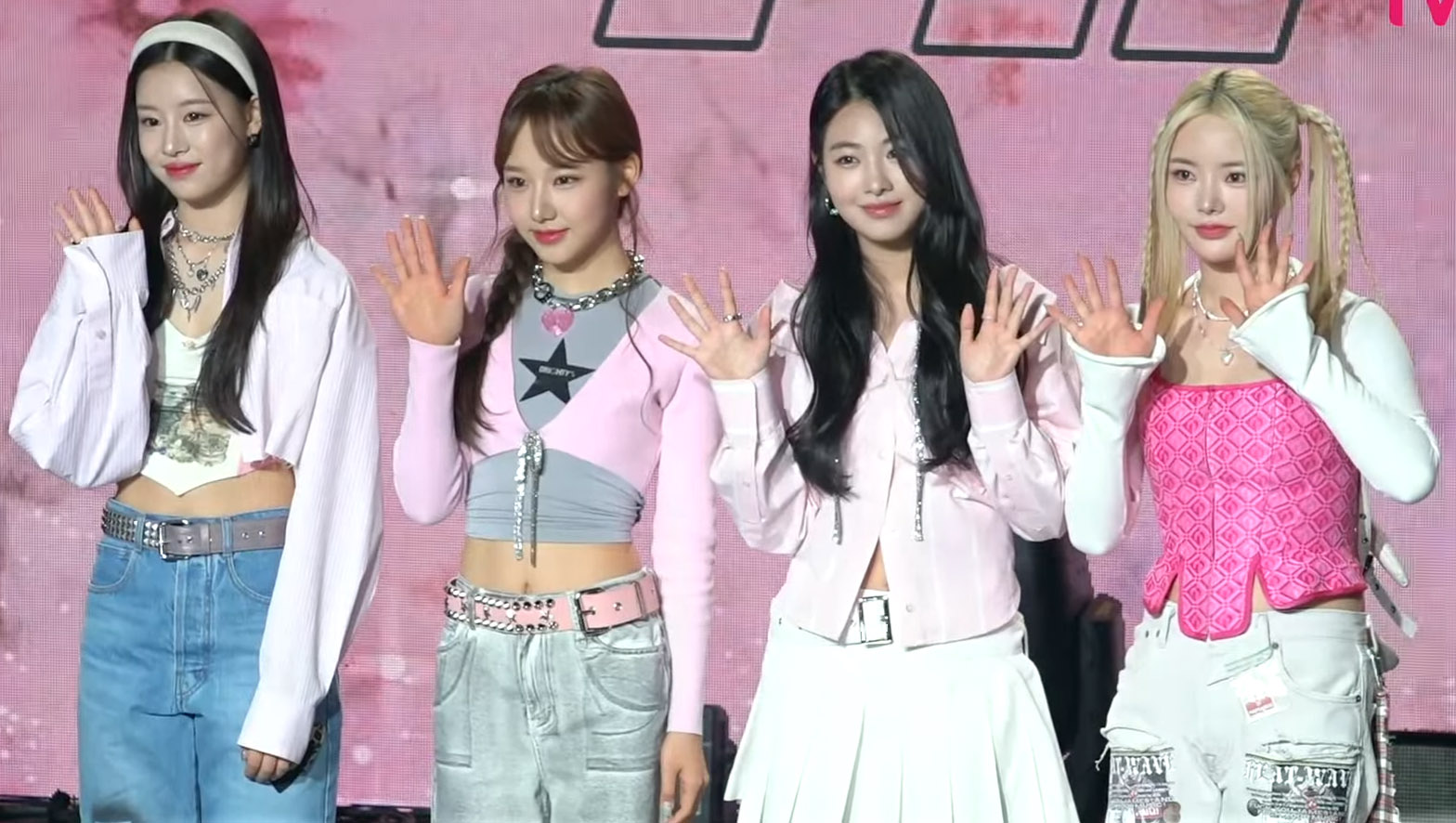
Fifty Fifty w kwietniu 2023 roku.Od lewej do prawej: Sio, Saena, Aran i Keena

24 lutego 2023 roku grupa wydała swój pierwszy singel album zatytułowany The Beginning: Cupid, wraz z teledyskiem do utworu tytułowego „Cupid”. Piosenka, która została nagrana zarówno w języku koreańskim, jak i angielskim, zawierała fragmenty tekstu napisane przez Keenę. Niedługo potem na TikTok rozeszła się przyspieszona wersja angielskiej wersji, stworzona przez fanów. W wyniku popularności utworu „Cupid”, 27 marca grupa zadebiutowała na liście Billboard Hot 100, stając się szóstym zespołem i najszybciej zadebiutowanym zespołem K-popowym w historii, który osiągnął ten wyczyn.
19 czerwca członkinie grupy złożyły wniosek o nakaz zawieszenia ich wyłącznych umów z Attrakt, powołując się na naruszenie zobowiązań umownych, brak przejrzystości w rozliczeniach finansowych oraz zaniedbanie medyczne w trakcie promocji grupy. Złożyły również wnioski o zastrzeżenie znaków towarowych nazwy grupy i ich pseudonimów scenicznych. Wiadomość o nakazie została opóźniona i ujawniona publicznie po tym, jak Attrakt oskarżył Warner Music Korea oraz Ahna Sung-ila o próbę namówienia członkiń do naruszenia umów w celu podpisania kontraktu z inną agencją. Oba podmioty zaprzeczyły tym zarzutom, a Attrakt wniosło oskarżenie o popełnienie przestępstwa przez Ahna oraz trzech innych osób z powodu oszustwa, niedopełnienia obowiązku oraz utrudniania prowadzenia działalności gospodarczej.
Trwający proces sądowy skutkował anulowaniem umów reklamowych oraz planowanym występem na KCON LA 2023, który miał odbyć się 19 sierpnia. Planowane nagranie teledysku do utworu „Barbie Dreams” ze ścieżki dźwiękowej do filmu Barbie, wydanej 6 lipca, również zostało odwołane. 28 sierpnia Sąd Rejonowy w Seulu opowiedział się po stronie Attrakt przeciwko Fifty Fifty, odrzucając wniosek o pozew. Kancelaria prawna Fifty Fifty, Barun Law, ogłosiła, że grupa natychmiast złoży apelację od tego postanowienia. 17 października jedna z członkiń, Keena, wycofała swoje pozew przeciwko Attrakt i wróciła do swojej pierwotnej agencji. 23 października Attrakt ogłosiło rozwiązanie wyłącznych umów z pozostałymi trzema członkiniami (Saena, Aran i Sio) z dniem 19 października. 24 października Sąd Najwyższy w Seulu podtrzymał decyzję o oddaleniu pozwu.
9 października Attrakt ogłosiło, że Keena będzie reprezentować grupę na gali Billboard Music Awards, planując reorganizację grupy w przyszłości. 2 listopada potwierdzono, że grupa będzie kontynuować działalność z „drugim pokoleniem” członkiń, z Keeną w składzie i trzema nowymi członkiniami.24 listopada Fifty Fifty stały się pierwszą żeńską grupą K-pop, która weszła na listę roczną Billboard Hot 100, po tym jak „Cupid” zajęło 44. miejsce na tej liście.

### Od 2024: Reorganizacja w 5-osobową grupę

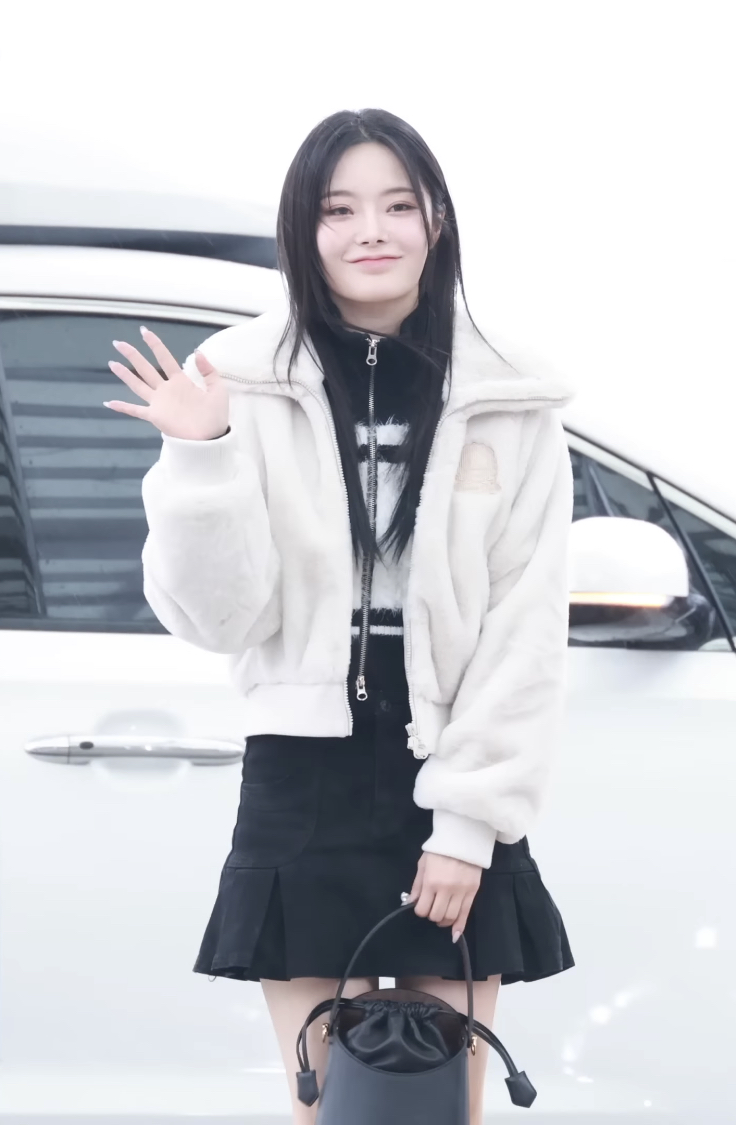
Keena, jedynya członkini Fifty Fifty, która powróciła do Attrakt

8 stycznia 2024 roku potwierdzono, że przeprowadzono castingi w celu rekrutacji trzech do czterech nowych członkiń, które dołączą do Fifty Fifty obok Keeny, z zamiarem ponownego uruchomienia grupy jako cztero- lub pięcioosobowej grupy. Jeden z tych castingów ma odbyć się od stycznia do lutego 2024 roku w regionie Azji Południowo-Wschodniej, konkretnie w Singapurze i Tajlandii, w celu rekrutacji nowych członkiń w przygotowaniach do ponownego debiutu Fifty Fifty, który ma nastąpić w drugim kwartale 2024 roku. Prezes Attrakt, Jeon Hong-joon, oraz singapurski wokalista K-pop David Yong (który jest również prezesem singapurskiej firmy) mają nadzorować casting w Azji Południowo-Wschodniej.
3 lutego 2024 roku odbył się pierwszy casting w Kallang Place w Singapurze, w którym wzięło udział około 120 osób. Ostateczna runda castingu miała się odbyć w Tajlandii 17 lutego, aby wyłonić trzech lub czterech nowych członkiń, które dołączą do Fifty Fifty. Ponadto Attrakt przeprowadziło castingi w Japonii i Korei Południowej w poszukiwaniu potencjalnych kandydatek do grupy. Planowane jest ukończenie ostatecznego składu grupy w kwietniu 2024 roku oraz ponowny debiut Fifty Fifty w czerwcu 2024 roku. Wkrótce potem, ostateczny casting w Tajlandii został przełożony na 2 marca 2024 roku. Następnie poinformowano, że trzy Singapurki w wieku 16, 21 i 23 lat zostały wybrane podczas castingu na miejscu w Singapurze i znalazły się wśród finalistek (w tym tych z castingów online), które przejdą do ostatecznej rundy castingu w Tajlandii. Poinformowano, że w ostatecznym castingu weźmie udział co najmniej 30 kandydatek.
11 marca 2024 roku, trzy byłe członkinie grupy przegrały swoje roszczenie o naruszenie zaufania, które złożyli przeciwko Attrakt, po tym jak policja zdecydowała o umorzeniu dochodzenia w sprawie oskarżeń o rzekomą defraudację, stwierdzając, że nie ma dowodów na podejrzaną działalność kryminalną w tej sprawie. Jednocześnie Attrakt ogłosiło, że Fifty Fifty planuje ponowny debiut w czerwcu lub lipcu 2024 roku. Ponadto, Attrakt złożyło pozew o odszkodowanie przeciwko byłym członkiniom Fifty Fifty, ich rodzicom oraz dwóm dyrektorom Givers, Ahn Sung-ilowi i Baek Jin-sil, na podstawie zarzutów o ich udział w nieuzasadnionym naruszeniu kontraktów trzech byłych członkiń grupy. Pierwsza rozprawa tego procesu została zaplanowana na 29 sierpnia 2024 roku. Złożono również pozew na kwotę 20 miliardów wonów przeciwko Warner Music Korea za rzekome próby przejęcia Fifty Fifty.
14 czerwca potwierdzono, że Fifty Fifty powrócą na scenę we wrześniu 2024 roku jako pięcioosobowa grupa, dołączając cztery nowe członkinie do nowego składu, w którym pozostanie dotychczasowa członkini Keena. Potwierdzono również, że przed oficjalnym powrotem zostanie wydany singiel przedpremierowy. 7 sierpnia potwierdzono, że grupa wyda swoje drugi minialbum 20 września, a przedpremierowy singiel zostanie wydany 30 sierpnia. Dwa dni później, Chanelle, Yewon i Hana zostały ujawnione jako trzy z czterech nowych członkiń grupy. Przed dołączeniem do grupy, Yewon i Chanelle były trainee Belift Lab oraz uczestniczkami programu R U Next? z 2023 roku, który stworzył grupę Illit. Hana była 18-letnią uczestniczką dziecięcego programu muzycznego Mnet We Kid w 2016 roku. 12 sierpnia ujawniono, że ostatnią nową członkinią została Athena.
21 sierpnia Fifty Fifty i Arista Records podpisały umowę partnerską. Oprócz ogłoszenia nowego składu grupy, nazwa fandomu została zmieniona z „Hunnies” na „Tweny”, aby symbolizować nowy początek Fifty Fifty. W tym samym czasie, kiedy ujawniono nowy skład, byłe członkinie Fifty Fifty, Sio, Aran i Saena, podpisały ekskluzywny kontrakt z Massive E&C, wytwórnią należącą do IOK Company, i w przyszłości powrócą do przemysłu rozrywkowego jako grupa ablume.
20 września grupa powróciła na scenę, wydając swoje drugie EP Love Tune wraz z głównym singlem „SOS” 30 października opublikowano specjalny teledysk do utworu, „Gravity”.

## Członkinie

### Obecne
| Pseudonim   | Pseudonim | Prawdziwe imię              | Data urodzenia  |
| Latynizacja | Hangul    | Prawdziwe imię              | Data urodzenia  |
| ----------- | --------- | --------------------------- | --------------- |
| Keena       | 키나      | Song Ja-kyung (kor. 송자경) | 9 lipca 2002    |
| Chanelle    | 샤넬      | Moon Chanelle (kor. 문샤넬) | 14 czerwca 2003 |
| Yewon       | 예원      | Son Ye-won (kor. 손예원)    | 18 marca 2005   |
| Hana        | 하나      | Lim Ha-ram (kor. 손예원)    | 5 września 2006 |
| Athena      | 아테나    | Athena Yang                 | 15 marca 2007   |

### Byłe
| Pseudonim   | Pseudonim | Prawdziwe imię             | Data urodzenia       |
| Latynizacja | Hangul    | Prawdziwe imię             | Data urodzenia       |
| ----------- | --------- | -------------------------- | -------------------- |
| Saena       | 새나      | Jung Se-hyun (kor. 정세현) | 12 marca 2004        |
| Sio         | 시오      | Jeong Ji-ho (kor. 정지호)  | 6 października 2004  |
| Aran        | 아란      | Jeong Eun-ah (kor. 정은아) | 11 października 2004 |

## Dyskografia

### Minialbumy
| Rok  | Dane dot. albumu                                                                                            | Najwyższa pozycja | Sprzedaż       |
| Rok  | Dane dot. albumu                                                                                            | KOR (Circle)      | Sprzedaż       |
| ---- | --- | ----------------- | -------------- |
| 2022 | The Fifty - Wydany: 18 listopada 2022 - Wytwórnia: Attrakt - Format: CD, digital download, streaming        | 44                | - KOR: 4138+   |
| 2024 | Love Tune - Wydany: 20 września 2024 - Wytwórnia: Attrakt, Arista - Format: CD, digital download, streaming | 11                | - KOR: 38 065+ |

### Single

#### Single albumy
| Rok  | Dane dot. albumu                                                                                             | Najwyższa pozycja | Sprzedaż       |
| Rok  | Dane dot. albumu                                                                                             | KOR (Circle)      | Sprzedaż       |
| ---- | --- | ----------------- | -------------- |
| 2023 | The Beginning: Cupid - Wydany: 24 lutego 2023 - Wytwórnia: Attrakt - Format: CD, digital download, streaming | 11                | - KOR: 37 390+ |

Single cyfrowe
| Rok                                                       | Tytuł                  | Najwyższa pozycja | Najwyższa pozycja | Najwyższa pozycja | Najwyższa pozycja | Najwyższa pozycja | Najwyższa pozycja | Najwyższa pozycja | Najwyższa pozycja | Najwyższa pozycja | Najwyższa pozycja | Album                |
| Rok                                                       | Tytuł                  | KOR               | KOR               | AUS               | CAN               | NZ                | SGP               | UK                | US World          | WW                | US                | Album                |
| Rok                                                       | Tytuł                  | Circle            | Songs             | AUS               | CAN               | NZ                | SGP               | UK                | US World          | WW                | US                | Album                |
| --------------------------------------------------------- | ---------------------- | ----------------- | ----------------- | ----------------- | ----------------- | ----------------- | ----------------- | ----------------- | ----------------- | ----------------- | ----------------- | -------------------- |
| 2022                                                      | „Higher"               | 191               | –                 | –                 | –                 | –                 | –                 | –                 | –                 | –                 | –                 | The Fifty            |
| 2023                                                      | „Cupid"                | 7                 | 3                 | 2                 | 6                 | 1                 | 1                 | 8                 | 2                 | 2                 | 17                | The Beginning: Cupid |
| 2024                                                      | „Starry Night"         | 105               | –                 | –                 | –                 | –                 | –                 | –                 | –                 | –                 | –                 | Love Tune            |
| 2024                                                      | „SOS"                  | 79                | –                 | –                 | –                 | –                 | –                 | –                 | 7                 | –                 | –                 | Love Tune            |
| 2024                                                      | „When You Say My Name" | –                 | –                 | –                 | –                 | –                 | –                 | –                 | –                 | –                 | –                 | Winter Glow          |
| „–” oznacza, że singiel nie był notowany na danej liście. |                        |                   |                   |                   |                   |                   |                   |                   |                   |                   |                   |                      |

#### Single promocyjne
| Rok                                                       | Tytuł                      | Najwyższa pozycja | Najwyższa pozycja | Najwyższa pozycja | Album             |
| Rok                                                       | Tytuł                      | KOR               | KOR               | NZ Hot            | Album             |
| Rok                                                       | Tytuł                      | Circle            | Songs             | NZ Hot            | Album             |
| --------------------------------------------------------- | -------------------------- | ----------------- | ----------------- | ----------------- | ----------------- |
| 2023                                                      | „Barbie Dreams” (z Kaliii) | –                 | –                 | 18                | Barbie: The Album |
| „–” oznacza, że singiel nie był notowany na danej liście. |                            |                   |                   |                   |                   |

## Wideografia

### Teledyski
| Rok  | Tytuł                                   | Reżyser                                         | Źr.    |
| ---- | --------------------------------------- | ----------------------------------------------- | ------ |
| 2022 | „Lovin' Me”                             | Byunghak Park, Sujung Lee                       | [ 78 ] |
| 2022 | „Log In" Performance Video              | Jin Juyi, Moon MinJoo (Zanybros, Rollcam Media) | [ 79 ] |
| 2022 | „Higher"                                | Naive Creative Production                       | [ 80 ] |
| 2022 | „Tell Me" Official Lyric Video          | Danny JY Lee                                    | [ 81 ] |
| 2023 | „Cupid"                                 | Myunghyun Bae (Zanybros)                        | [ 82 ] |
| 2023 | „Cupid" (TwinVer.) Official Lyric Video | Danny JY Lee                                    | [ 83 ] |